# Catalina Sandino Moreno

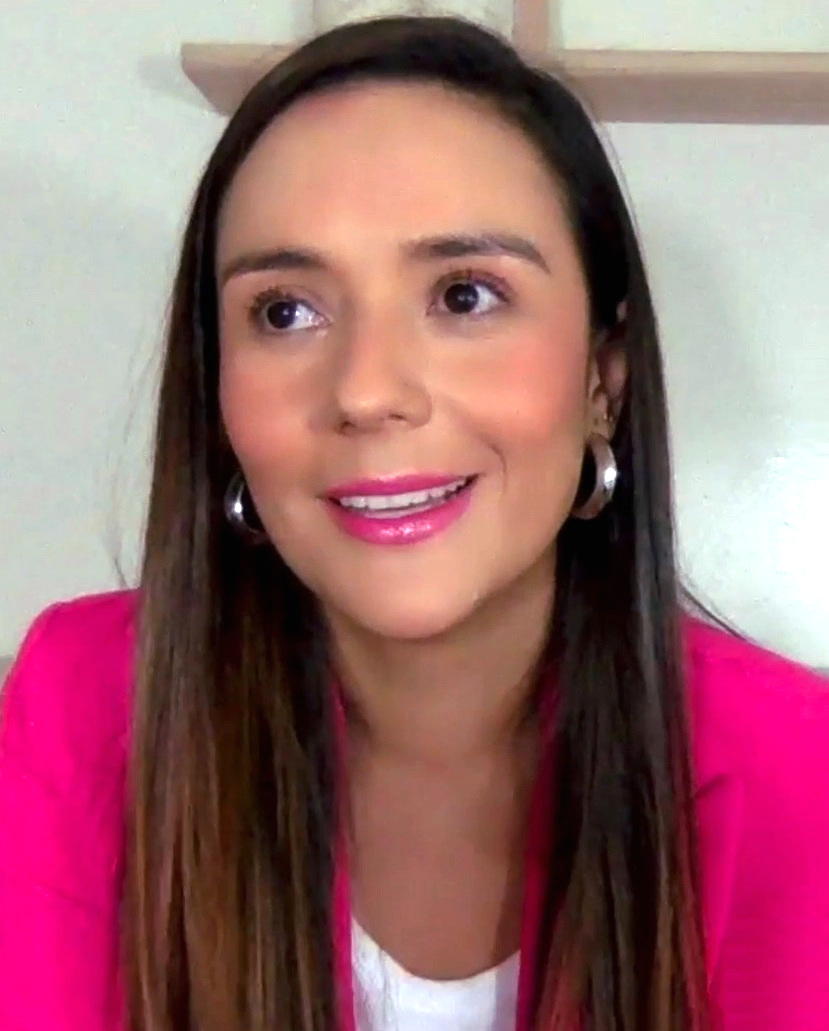
Catalina Sandino Moreno, 2022

Catalina Sandino Moreno (* 19. April 1981 in Bogotá) ist eine kolumbianische Schauspielerin. Bekannt wurde sie durch ihre oscarnominierte Rolle der María Álvarez in Maria voll der Gnade (2004).

## Biografie
Catalina Sandino Moreno entdeckte schon in frühen Jahren ihre Begabung für das Theater. 1997, als sie noch immer die High School besuchte, stieß die Tochter einer Pathologin zur Theater-Akademie Ruben Di Pietro in Bogotá. Während der nächsten vier Jahre war sie hier unter anderem in den Stücken Acuerdo para Cambiar de Casa von Griselda Gambaro, Tennessee Williams’ The Dark Room und Christopher Durands Laughing Wild zu sehen. Neben dem Theater studierte Moreno nach ihrem Schulabschluss Werbung in Bogota.
2003 gelang der 1,69 Meter großen Schauspielerin der Durchbruch, als sie die Hauptrolle für Joshua Marstons Film Maria voll der Gnade (2004) erhielt. In dem spanischsprachigen Drama, das unter anderem auch für den Golden Globe als bester ausländischer Film nominiert wurde, verkörpert Sandino Moreno die 17-jährige María Álvarez, die zusammen mit zwei Freunden einwilligt, Kokain von Kolumbien in die USA zu schmuggeln. Für ihre erste und bis dahin einzige Rolle wurde Moreno gemeinsam mit der späteren Oscar-Preisträgerin Charlize Theron mit dem Silbernen Bären bei den Internationalen Filmfestspielen in Berlin 2004 ausgezeichnet. Ein Jahr später wurde sie als erste Kolumbianerin überhaupt für einen Oscar als Beste Hauptdarstellerin nominiert. Sie wurde außerdem unter anderem mit dem Satellite Award und dem Independent Spirit Award ausgezeichnet.
Nach diesem großen Erfolg zog Sandino Moreno nach New York und nahm Schauspielunterricht am renommierten Lee Strasberg Theatre Institute, an dem schon gefeierte Mimen wie Marlon Brando, Robert De Niro und Al Pacino studierten. Ihr New Yorker Bühnendebüt gab sie in William Shakespeares Stück King John, eine Produktion der Frog & Peach Theatre Company.
2006 spielte sie ihre nächste Filmrolle als Angie in dem Thriller Am Rande der Nacht mit Brendan Fraser. Im gleichen Jahr war sie in dem Episodenfilm Paris, je t’aime als Ana zu sehen und erhielt eine Nebenrolle in Richard Linklaters Drama Fast Food Nation, der im Wettbewerb der 59. Internationalen Filmfestspiele von Cannes vertreten war. 2007 übernahm sie die Rolle der Hildebranda in der Romanverfilmung von Gabriel García Márquez’ Die Liebe in den Zeiten der Cholera unter der Regie von Mike Newell. 2008 war sie an der Seite von Benicio del Toro in der zweiteiligen Filmbiografie Che – Revolución und Che – Guerrilla unter der Regie von Steven Soderbergh in der Rolle der Aleida March zu sehen. 2010 spielte sie eine Nebenrolle als Vampirin Maria in der Literaturverfilmung Eclipse – Biss zum Abendrot. Weitere Film- und Fernsehrollen schlossen sich an. Ihr Schaffen umfasst mehr als 30 Produktionen.
Am 15. April 2006 heiratete sie den Elektriker David Elwell, mit dem sie seit 2004 liiert war. Das Paar lernte sich während der Dreharbeiten zu Maria voll der Gnade kennen, an dessen Set Elwell arbeitete.

## Filmografie (Auswahl)
- 2004: Maria voll der Gnade (Maria Full of Grace)
- 2006: Am Rande der Nacht (Journey to the End of the Night)
- 2006: Paris, je t’aime
- 2006: Fast Food Nation
- 2006: The Hottest State
- 2007: Der Erde so nah (El corazón de la tierra)
- 2007: Die Liebe in den Zeiten der Cholera (Love in the Time of Cholera)
- 2008: Che – Revolución (Che – Part One: The Argentine)
- 2008: Che – Guerrilla (Che – Part Two: Guerrilla)
- 2010: Eclipse – Biss zum Abendrot (The Twilight Saga: Eclipse)
- 2012: Gottes General – Schlacht um die Freiheit (For Greater Glory: The True Story of Cristiada)
- 2013: The Bridge – America (The Bridge, Fernsehserie, 9 Episoden)
- 2013: Magic Magic
- 2013: Roa
- 2013: A Stranger in Paradise
- 2013: Medeas
- 2014: A Most Violent Year
- 2014: Swelter
- 2014: At the Devil’s Door (Home)
- 2014: Red Band Society (Fernsehserie, 3 Episoden)
- 2015: Falling Skies (Fernsehserie, 6 Episoden)
- 2015: East Los High (Fernsehserie, 4 Episoden)
- 2015–2019: The Affair (Fernsehserie, 15 Episoden)
- 2016: Custody
- 2016: American Gothic (Fernsehserie, 6 Episoden)
- 2016: Incarnate – Teuflische Besessenheit (Incarnate)
- 2019: Room 104 (Fernsehserie, Episode 3x04 Rogue)
- 2020: The Quarry
- 2021: Barbarians
- seit 2022: From (Fernsehserie)
- 2023: Silent Night – Stumme Rache (Silent Night)
- 2025: From the World of John Wick: Ballerina

## Auszeichnungen und Nominierungen
| Jahr | Auszeichnung                                       | Kategorie                              | Film                 | Resultat  |
| ---- | -------------------------------------------------- | -------------------------------------- | -------------------- | --------- |
| 2004 | Internationale Filmfestspiele Berlin Silberner Bär | Beste Darstellerin                     | Maria voll der Gnade | gewonnen  |
| 2004 | Gotham Awards                                      | Breakthrough Performance               | Maria voll der Gnade | gewonnen  |
| 2004 | Chicago Film Critics Association Awards            | Vielversprechendste Schauspielerin     | Maria voll der Gnade | gewonnen  |
| 2004 | Los Angeles Film Critics Association               | New Generation Award                   | Maria voll der Gnade | gewonnen  |
| 2005 | Broadcast Film Critics Association Awards          | Beste Hauptdarstellerin                | Maria voll der Gnade | nominiert |
| 2005 | Academy Award                                      | Beste Hauptdarstellerin                | Maria voll der Gnade | nominiert |
| 2005 | Chlotrudis Awards                                  | Beste Hauptdarstellerin                | Maria voll der Gnade | nominiert |
| 2005 | Imagen Foundation Awards                           | Beste Hauptdarstellerin                | Maria voll der Gnade | gewonnen  |
| 2005 | Independent Spirit Awards                          | Beste Hauptdarstellerin                | Maria voll der Gnade | gewonnen  |
| 2005 | Online Film Critics Society Awards                 | Best Breakthrough Performance          | Maria voll der Gnade | gewonnen  |
| 2005 | Premios ACE                                        | Beste Hauptdarstellerin                | Maria voll der Gnade | gewonnen  |
| 2005 | Satellite Awards                                   | Beste Hauptdarstellerin in einem Drama | Maria voll der Gnade | gewonnen  |
| 2005 | Screen Actors Guild Awards                         | Beste Hauptdarstellerin                | Maria voll der Gnade | nominiert |
| 2005 | Seattle International Film Festival                | Beste Hauptdarstellerin                | Maria voll der Gnade | gewonnen  |
| 2005 | ShoWest Convention                                 | Internationaler Star des Jahres        | -                    | gewonnen  |